# Йозеф Фіхитіль
Франц Йозеф Фіхитіль (нім. Franz Josef Vichytil; 24 березня 1891, Райхенберг — ?) — австро-угорський, австрійський і німецький офіцер, генерал-майор вермахту.

## Біографія
Син державного службовця Домініка Фіхитіля та його дружини Вільгельміни.Навчався у Віденській кадетській школі. 18 серпня 1910 року вступив в 14-й піхотний полк. Учасник Першої світової війни, командиром взводу, потім роти свого полку. 20 вересня 1920 року переведений у 8-й піхотний полк. 1 січня 1933 року був переведений в 2-й велосипедний єгерський полк. Після аншлюсу 15 березня 1938 року автоматично перейшов у вермахт. З 15 липня 1938 року — командиром 4-го єгерського батальйону. 1 серпня 1938 року переведений в 9-й розвідувальний полк. З 10 листопада 1938 року — командир 1-го дивізіону 9-го розвідувального полку. 
З 26 серпня 1939 року — командир 9-го мотострілецького дивізіону, з 15 жовтня 1939 року — 9-го розвідувального полку. З 23 листопада 1940 по 1 березня 1941 року служив в штабі 19-ї танкової дивізії. З 24 березня 1941 року — командир 985-го автотранспортного полку. З 28 березня 1942 року — вищий керівник постачання 1, з 10 вересня 1942 по 1 липня 1944 року — керівник 1-ї групи постачання. З 5 вересня 1944 року — військовий комендант при уповноваженому вермахту в Італії. В 1945 році призначений вищим командиром частин постачання при військовому командуванні «Північна Італія». 2 травня 1945 року потрапив у полон. В 1946 році звільнений.

## Сім'я
28 жовтня 1922 року одружився з Францискою Штусміч.

## Звання
- Фенріх (18 серпня 1911)
- Лейтенант (1 травня 1913)
- Оберлейтенант (1 березня 1915)
- Гауптман (1 листопада 1918)
- Майор (20 січня 1928)
- Оберстлейтенант (1 січня 1938)
- Оберст (1 грудня 1940)
- Генерал-майор (1 грудня 1944)

## Нагороди
- Срібна і бронзова медаль «За військові заслуги» (Австро-Угорщина) з мечами
- Орден Залізної Корони 3-го класу з військовою відзнакою і мечами (1915)
- Золота медаль «За хоробрість» (Австро-Угорщина) для офіцерів (8 жовтня 1915)
- Хрест «За військові заслуги» (Австро-Угорщина) 3-го класу з військовою відзнакою і мечами — нагороджений двічі.
- Військовий Хрест Карла
- Медаль «За відвагу» (Гессен)
- Медаль «За поранення» (Австро-Угорщина) з однією смугою
- Пам'ятна військова медаль (Австрія) з мечами
- Хрест «За вислугу років» (Австрія) 2-го класу для офіцерів (25 років)
- Орден Заслуг (Австрія), лицарський хрест
- Почесний хрест ветерана війни з мечами
- Медаль «За вислугу років у Вермахті» 4-го, 3-го, 2-го і 1-го класу (25 років)
- Нагрудний знак «За поранення» в чорному